# Cantón de Pervenchères
El cantón de Pervenchères era una división administrativa francesa, que estaba situada en el departamento de Orne y la región de Baja Normandía.

## Composición
El cantón estaba formado por catorce comunas:
- Barville
- Bellavilliers
- Coulimer
- Eperrais
- La Perrière
- Le Pin-la-Garenne
- Montgaudry
- Parfondeval
- Pervenchères
- Saint-Jouin-de-Blavou
- Saint-Julien-sur-Sarthe
- Saint-Quentin-de-Blavou
- Suré
- Vidai

## Supresión del cantón de Pervenchères
En aplicación del Decreto nº 2014-247 de 25 de febrero de 2014, el cantón de Pervenchères fue suprimido el 22 de marzo de 2015 y sus 14 comunas pasaron a formar parte; siete del nuevo cantón de Mortagne-au-Perche, cuatro del nuevo cantón de Radon y tres el nuevo cantón de Ceton.